# Siège de Riga (1700)
Pour les articles homonymes, voir Siège de Riga.
Batailles
- Riga I
- Narva I
- Daugava
- Rauge
- Erastfer
- Kliszów
- Hummelshof
- Nöteborg
- Saladen
- Pułtusk
- Jēkabpils
- Narva II
- Poznań
- Punitz
- Gemauerthof
- Varsovie
- Hrodna
- Fraustadt
- Kletsk
- Kalisz
- Holowczyn
- Malatitze
- Lesnaya
- Poltava
- Perevolochna
- Helsingborg
- Viborg
- Riga II
- Baie de Køge
- Fladestrand
- Gadebusch
- Bender
- Pälkäne
- Storkyro
- Hangö Oud
- Fehmarn Bält
- Rügen
- Kristiania (Oslo)
- Stralsund
- Dynekilen
- Osel
- Stäket
- Grengam

La ville de Riga a subi deux sièges, le 22 février et le 15 juin 1700 au cours de la grande Guerre du Nord. La garnison suédoise d’environ 4 000 hommes sous le commandement d’Erik Dahlbergh a réussi à repousser les Saxons jusqu'à ce que la principale armée suédoise sous Charles XII de Suède arrive à balayer les Saxons dans la bataille de Riga qui a mis fin à la période de sièges pour l’année 1700.
La tentative suivante de prendre Riga aux Suédois a eu lieu au siège de Riga (1710) par les Russes sous le tsar Pierre le Grand.